# Księżyce Kordylewskiego

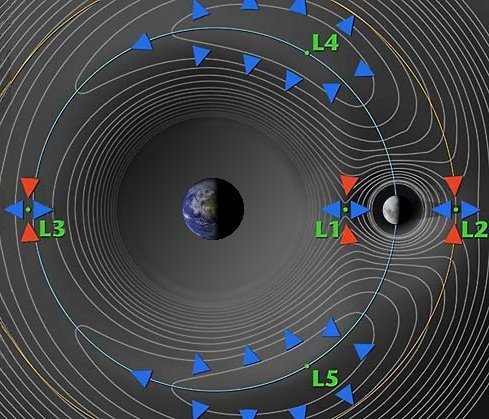
Rozmieszczenie punktów libracyjnych L4 i L5, w których występują księżyce Kordylewskiego

Księżyce Kordylewskiego – obłoki pyłowe znajdujące się w punktach libracyjnych L4 i L5 orbity Księżyca, obiegające Ziemię w tym samym czasie co Księżyc. Ich istnienie w 1961 roku zostało ogłoszone przez polskiego astronoma Kazimierza Kordylewskiego, jednak jego obserwacje były podważane, a istnienie obłoków pyłowych w punktach libracyjnych zostało potwierdzone dopiero w 2018 roku przez zespół Judit Slíz-Balogh, Andrasa Barta i Gábora Horvátha.
Kordylewski początkowo poszukiwał planetoid, podobnych do grupy planetoid trojańskich obecnych w punktach libracyjnych Jowisza. Wobec niepowodzenia obserwacji fotograficznych, astronom Józef Witkowski zwrócił mu uwagę na większe prawdopodobieństwo istnienia w tych obszarach obłoków pyłu, możliwych do zbadania metodą fotometryczną. Kordylewski wobec niskiej jakości dostępnych fotometrów zdecydował się na obserwacje dokonywane gołym okiem. Po raz pierwszy miał zaobserwować obłoki w październiku 1956 roku w obserwatorium meteorologicznym na Kasprowym Wierchu, jako poświatę o wielkości kątowej około 2° (później oceniano wielkość obłoków na 6°) i jasności o połowę mniejszej od efektu Gegenschein (przeciwświecenia). Zjawisko to udało się sfotografować 5 lat później, kiedy hipotetyczne obłoki zdawały się zmienić kształt i rozmiar.
Każdy z dwóch obłoków Kordylewskiego ma masę sumaryczną około 10 000 kg, a średnicę ok. 10 000 km (dla porównania średnica Ziemi wynosi ok. 12 745 km).
Istnienie księżyców pyłowych może być zjawiskiem przejściowym (krótkotrwałym), jako że punkty libracyjne L4 i L5 są niestabilne ze względu na perturbacje ze strony planet wewnętrznych.
Francisco Valdes i Robert A. Freitas Jr. poszukiwali bezowocnie obiektów w pobliżu Punktów Lagrange'a układu Ziemia – Księżyc, jednak nie wykluczają istnienia chmur pyłowych w tych miejscach.
W 2018 roku węgierscy badacze Judit Slíz-Balogh, Andras Barta i Gábor Horváth opublikowali wyniki obserwacji potwierdzające istnienie księżyców Kordylewskiego.